# Stretch 2
Stretch 2 è il quarto EP della musicista venezuelana Arca, pubblicato il 6 agosto 2012 dalla UNO NYC.

## Stile
Stretch 2 è principalmente un album di hip-hop elettronico, comprendendo tempi avanguardistici, toni distorti e «una sorta di versione post-millenaria del trip-hop, in un debito con Aphex Twin», oltre a influenze dal gangsta rap, dal garage e dalla new age.

## Ricezione critica
| Recensione       | Giudizio |
| ---------------- | -------- |
| Resident Advisor | 3.5/5    |
| Tiny Mix Tapes   |          |

Andrew Ryce di Resident Advisor ha definito Stretch 2 «un disco d'atmosfera, spietatamente oscuro e antisociale», sostenendo che «anche se le giocose vignette hip-hop [di Arca] sono piccole e simpatiche curiosità, le vere rivelazioni dell'album avvengono quando [lei] si distende». Ryce ha elogiato la «produzione magnificamente torturata», l'uso di effetti aspri e la voce «a volte (inquietante) leggibile» di Arca. Birkut di Tiny Mix Tapes ha invece definito l'EP un «ascolto notevole che negozia costantemente ciò che costituisce divertimento e paura». Tiny Mix Tapes ha inoltre classificato l'EP come il 45º album preferito del 2012 dalla redazione.

## Tracce
1. Self Defense – 2:20
2. Fortune – 3:24
3. Maiden Voyage – 2:36
4. 2 Blunted – 1:47
5. Tapped In – 2:34
6. Strung – 2:20
7. Brokeup – 2:52
8. Meditation – 4:11
9. Manners – 4:41